# Albin Pelak
Albin Pelak (* 9. April 1981 in Novi Pazar) ist ein ehemaliger bosnisch-herzegowinischer Fußballspieler.

## Karriere

### Verein
Pelak begann seine Karriere bei NK Varaždin, wo er von 1991 bis 1997. Danach spielte er bei FK Sarajevo, Cerezo Osaka, FK Željezničar Sarajevo, Swesda Irkutsk und FK Olimpik Sarajevo. 2010 beendete er seine Spielerkarriere.

### Nationalmannschaft
Im Jahr 2002 debütierte Pelak für die bosnisch-herzegowinische Fußballnationalmannschaft. Er hat insgesamt zwei Länderspiele für Bosnien und Herzegowina bestritten.